# Charles Alexander d'Arberg
Charles Alexander d'Arberg de Valangin, né à Nivelles le 21 août 1734 et décédé au château de la Rochette (Chaudfontaine) le 10 mai 1809, est un prélat, évêque auxiliaire de Liège de 1767 à 1786, puis évêque d'Ypres de 1786 à 1801.

## Biographie
Charles Alexander d'Arberg est le fils de Maximilien Nicolas Edmond Joseph d'Arberg (nl), le petit-fils de Louis Philippe du Han de Martigny et le frère de Nicolas Antoine d'Arberg de Valengin.
En tant qu'évêque d’Ypres, il se montre un adversaire farouche de la Révolution française. Il avait pourtant élu représentant du clergé pour la bailliage de Bailleul aux États généraux de 1789, mais son élection fut invalidée par l'assemblée constituante. Il combat la constitution civile du clergé et le serment de fidélité prêté par les prêtres constitutionnels, prend position dans des écrits en français et en flamand contre les prétentions des révolutionnaires en matière de religion, à destination de ses ouailles situées en Flandre française, nomme aux cures de Steenvoorde et Wemaers-Cappel s'attirant les foudres du département du Nord, condamne les prêtres qui se soumettent etc..